# Caladenia phaeoclavia
Caladenia phaeoclavia é uma espécie de orquídea geófita, família Orchidaceae, de Nova Gales do Sul, Austrália,  onde cresce em grupos esparsos ou ocasionalmente grandes colônias, em bosques, ou locais de vegetação arbustiva,  charnecas, e afloramentos de granito, em áreas de solo bem drenado mas ocasionalmente em áreas sazonalmente alagadiças.
São plantas com uma única folha basal pubescente com marcas proeminentes púrpura perto da base, e uma inflorescência rija, fina e densamente pubescente, com uma ou poucas flores, que vagamente lembram uma aranha, muito estreitas, caudadas, e bem esparramadas, normalmente pendentes. Em conjunto formam grupo bem vistoso quando sua floração é estimulada por incêndios de verão.
Pertence a um grupo de cerca de vinte espécies, tratadas por David Jones como Green-Comb Spider Orchid do gênero Arachnorchis, que distingue-se dos outros grupos de Caladenia por apresentar diferente tipo de pubescência nas folhas e inflorescências, labelo verde com extremidade marrom, raramente pendurado firmemente, mas sim delicadamente, de modo que treme com o mais leve movimento, com dentes laterais verdes e muito longos lembrando um pente, de onde o nome da alliance; flores verdes a amareladas com listas centrais longitudinais.

## Publicação e sinônimos
- Caladenia phaeoclavia D.L.Jones, Austral. Orchid Res. 2: 29 (1991).

Sinônimos homotípicos:
- Arachnorchis phaeoclavia (D.L.Jones) D.L.Jones & M.A.Clem., Orchadian 13: 396 (2001).
- Calonema phaeoclavium (D.L.Jones) Szlach., Polish Bot. J. 46: 19 (2001).
- Calonemorchis phaeoclavia (D.L.Jones) Szlach., Polish Bot. J. 46: 141 (2001).